# 劍虹評論網
剑虹评论网是一家位于中国大陆的思想文化研究网站，由李剑宏创办于1999年，并于2002年1月20日正式开始运营。“剑虹”取自“安得倚天抽宝剑，嘘气成云化作虹”，该网站的主要内容涉及社会热点、财经、人文社科学术研究以及政策分析。它曾推出每日更新一期的《今日早报》，2004年4月被中共当局勒令关停。
剑虹评论网曾是中国大陆公信力颇高的文化网站，2008年3月12日，该网站宣布无限期关闭。